# 叶大年
叶大年（1939年7月21日—），出生于香港。籍贯广东鹤山，中国矿物学家。1962年毕业于北京地质学院岩矿专业。1966年中国科学院地质研究所研究生毕业。1991年当选为中国科学院学部委员(院士)。中国科学院地质与地球物理研究所研究员。